# NHL 1958/1959
Sezóna 1958/1959 byla 42. sezonou NHL. Vítězem Stanley Cupu se stal tým Montreal Canadiens.

## Konečná tabulka základní části
| Tým                 | Z  | V  | P  | R  | B  | VG  | IG  |
| ------------------- | -- | -- | -- | -- | -- | --- | --- |
| Montreal Canadiens  | 70 | 39 | 18 | 13 | 91 | 258 | 158 |
| Boston Bruins       | 70 | 32 | 29 | 9  | 73 | 205 | 215 |
| Chicago Black Hawks | 70 | 28 | 29 | 13 | 69 | 197 | 208 |
| Toronto Maple Leafs | 70 | 27 | 32 | 11 | 65 | 189 | 201 |
| New York Rangers    | 70 | 26 | 32 | 12 | 64 | 201 | 217 |
| Detroit Red Wings   | 70 | 25 | 37 | 8  | 58 | 167 | 218 |

## Play off
|  | Semifinále | Semifinále          | Semifinále |  |  | Finále Stanley Cupu | Finále Stanley Cupu | Finále Stanley Cupu |
|  |            |                     |            |  |  |                     |                     |                     |
|  | 1          | Montreal Canadiens  | 4          |  |  |                     |                     |                     |
|  | 3          | Chicago Black Hawks | 2          |  |  |                     |                     |                     |
|  |            |                     |            |  |  | 1                   | Montreal Canadiens  | 4                   |
|  |            |                     |            |  |  | 4                   | Toronto Maple Leafs | 1                   |
|  | 2          | Boston Bruins       | 3          |  |  |                     |                     |                     |
|  | 4          | Toronto Maple Leafs | 4          |  |  |                     |                     |                     |

## Ocenění
| Prince of Wales Trophy:       | Montreal Canadiens                  |
| Art Ross Trophy:              | Dickie Moore, Montreal Canadiens    |
| Calder Memorial Trophy:       | Ralph Backstrom, Montreal Canadiens |
| Hart Memorial Trophy:         | Andy Bathgate, New York Rangers     |
| James Norris Memorial Trophy: | Tom Johnson, Montreal Canadiens     |
| Lady Byng Memorial Trophy:    | Alex Delvecchio, Detroit Red Wings  |
| Vezina Trophy:                | Jacques Plante, Montreal Canadiens  |